# Слава Блажевић
Слава Блажевић (Госпић, 18. децембар 1919 — Ријека, 14. фебруар 1999) била је лекарка, учесник Народноослободилачке борбе и генерал-мајор санитетске службе ЈНА. Била је друга по реду жена са генералским чином у ЈНА.

## Биографија
Рођена је 18. децембра 1919. у Госпићу, где је завршила основну школу и нижу гимназију. Потом је од 1937. у Београду учила за медицинску сестру.
Године 1941. када је Југославија окупирана од стране сила Осовине, напустила је школовање и отишла у родну Лику. Тамо је активно учествовала у Народноослободилачкој борби - била је референт санитета у батаљону „Марко Орешковић“ и у Трећем личком партизанском одреду. У прво време била је једина медицинска сестра међу личким партизанима. Крајем 1941. године налазила се на Каменском при штабу Групе личких партизанских одреда, где је са докторком Славом Ћетковић-Очко организовала санитетске курсеве.
Када је јула 1942. формирана Прва личка ударна бригада, била је референт санитета у Првом батаљону. Потом је била управник и политички комесар партизанских болница, а у 1943. била је политички комесар болнице на Бијелим Потоцима.
После завршетка рада је наставила је професионалну каријеру у Југословенској армији (ЈА), али је била упућена да настави школовање и 1949. уписала је Медицински факултет. После завршетка студија радила је најпре као лекар специјалиста пулмолог, а потом је била начелник Одељења и управник Војне болнице у Загребу.
Заједно са др Розом Папом била је једна од две жене са генералским чином у Југословенској народној армији (ЈНА). У чин генерал-мајора унапређена је 22. децембра 1979. године. Активна војна служба престала је 31. децембра 1981. године
Преминула је 14. фебруара 1999. у Ријеци, a сахрањена је 22. фебруара 1999. у Загребу на гробљу Гај урни.
Носилац је Партизанске споменице 1941. и више других југословенских одликовања.